# Grupa Jony Jakira
Grupa Jony Jakira – jedna z grup w strukturze organizacyjnej Armii Czerwonej okresu wojny polsko-bolszewickiej. Została wydzielona z 14 Armii (RFSRR) 20 maja 1920 jako Grupa Operacyjna 14 Armii na Froncie Południowo-Zachodnim.

## Struktura organiacyjna
Skład 27 maja 1920
- 44 Dywizja Strzelców
- 2 Moskiewska Brygada
- Brygada Kawalerii Grigorija Kotowskiego

Skład w czerwcu 1920
- 44 Dywizja Strzelców
- 45 Dywizja Strzelców
- 2 Moskiewska Brygada Strzelców „Wochra”
- Samodzielna Brygada Kawalerii Kotowskiego